# Ralph Bishop
Ralph English Bishop (Brooklyn, 1 oktober 1915 – Santa Clara, 1 oktober 1974) was een Amerikaans basketballer. Hij won met het Amerikaans basketbalteam de gouden medaille op de Olympische Zomerspelen 1936. 

## Carrière
Bishop speelde voor het team van de Yakima Valley CC en daarna de Universiteit van Washington de Washington Huskies. Hij won met het Amerikaans basketbalteam de gouden medaille op de Olympische Zomerspelen 1936 als enige collegespeler in de Amerikaanse ploeg.  Tijdens de Olympische Spelen speelde hij drie wedstrijden, inclusief de finale. Gedurende deze wedstrijden scoorde hij 4 punten. Tijdens de oorlogsjaren was hij een basketbalspeler en coach bij ploegen van de Navy in Norfolk.
Hij werd in 1947 gekozen als 52e in de zesde ronde van de toenmalige BAA Draft door de Chicago Stags maar zou nooit voor hen spelen. Hij zou wel in 1947 gaan spelen voor de Denver Nuggets als amateur in de AAU. Met de Denver Nuggets nam hij in 1948 als amateurploeg deel aan een uitnodigingstoernooi om te beslissen welke spelers naar de Olympische Spelen mochten gaan als speler en coach, ze werden uiteindelijk derde. Hij speelde het seizoen erop als prof voor de Denver Nuggets in de National Basketball League waar hij een seizoen speelde.

## Erelijst
- Olympische Spelen: 1936